# Silvergate Bank
Silvergate Bank — калифорнийский банк, основанный в 1988 году. Компания начала предоставлять услуги пользователям криптовалют в 2016 году, а в 2019 году провела IPO. В ноябре 2022 года были высказаны опасения по поводу состояния Silvergate после падения цен на криптовалюты и банкротства FTX. 8 марта 2023 года банк объявил о планах сворачивания деятельности и ликвидации.

## История
Silvergate Bank был основан как ссудо-сберегательная ассоциация. В 1996 году он был рекапитализирован и реорганизован в банк Деннисом Фрэнком и Дереком Дж. Эйзелом, но первоначально он оставался общественным банком с тремя отделениями в регионе Сан-Диего.
В 2013 году генеральный директор Алан Лейн лично инвестировал в Биткоин; компания выступила с инициативой начать обслуживать клиентов в криптовалюте в 2016 году. После этого банк быстро рос, достигнув к 2017 году активов в размере 1,9 миллиарда долларов и 250 клиентов. Компания провела IPO в ноябре 2019 года по цене акций в 13 долларов, а к ноябрю 2021 года цена выросла на 1580 % до 219 долларов из-за пузыря криптовалют в то время.
Банк управлял платёжной системой в режиме реального времени под названием «Silvergate Exchange Network» (SEN), которая позволяла криптовалютным биржам, учреждениям и клиентам обменивать фиатные валюты, такие как доллары США и евро. Silvergate, вероятно, был первым регулируемым банком, разработавшим такого рода платежную систему институциональных инвесторов.
В 2021 году Silvergate предприняла усилия по запуску собственной стейблкойн-криптовалюты, поддерживаемой долларом США, приобретя технологию Diem от Meta в январе 2022 года примерно за 200 миллионов долларов, чтобы помочь в этом (Silvergate ранее намеревалась выступать в качестве ключевого эмитента валюты Diem для Meta). По состоянию на конец 2022 года стабильная монета еще не была запущена.
К этому времени банком руководил Лейн в качестве генерального директора и Бен Рейнольдс в качестве президента, а Эйзеле оставался в руководстве в качестве главного кредитного директора.
В конце 2022 года — после падения цен на криптовалюты и краха многих криптовалютных бирж и схем, таких как FTX — были высказаны опасения по поводу потенциального воздействия на Silvergate из-за потери депозитов и кредитного риска из-за кредитного плеча SEN, а также потенциального воздействия проблем Silvergate на более широкую криптовалютную экосистему из-за Silvergate играет ключевую роль в этом. Некоторые продавцы коротких позиций подняли вопрос о перспективе набега на банк. Цена акций Silvergate упала на 89 % с рекордно высокого уровня в ноябре 2021 года до 25 долларов, а ее депозиты упали до 9,8 миллиарда долларов. Silvergate сообщила, что у нее достаточная ликвидность, что у нее были только депозиты FTX и что она не была подвержена FTX через кредитование. Сенаторы Элизабет Уоррен, Роджер Маршалл и Джон Кеннеди попросили банк объяснить свои отношения с FTX в декабре 2022 года. К декабрю 2022 года депозиты в Silvergate сократились до 3,8 миллиарда долларов.
8 марта 2023 года было объявлено, что Silvergate Bank свернет свою деятельность и ликвидируется.